# Boloi
Boloi (Buloi) ist eine osttimoresische Aldeia im Suco Hataz (Verwaltungsamt Atabae, Gemeinde Bobonaro). 2015 lebten in der Aldeia 730 Menschen.

## Geographie
Boloi liegt im Norden des Sucos Hataz. Südlich befindet sich die Aldeia Aidabaleten. Im Norden grenzt Boloi an den Suco Atabae und im Westen an den Suco Rairobo. Jenseits des Flusses Bebai (Nunura) liegt das Verwaltungsamt Cailaco mit seinen Sucos Atudara und Meligo. Die Nordgrenze bildet der Hatoleai, ein Nebenfluss des Bebai. Im Tal des Bebai führt durch den Osten Bolois, parallel zum Fluss eine Straße, an der der Hauptteil der Besiedlung liegt. Hier befindet sich nah der Nordgrenze der Ort Airamasala, der nach Süden in das Dorf Boloi übergeht. Am Rand der Flussebene liegt der Ort Lahuluh.
Im Zentrum und Osten steigt das Land auf über 300 m an. Diese bewaldete Region ist unbesiedelt. In der Flussebene im Osten liegen um die Siedlungen Felder.

## Politik
2023 wurde Candidu Maria zum Chefe de Aldeia gewählt.